# プチアップルパイ
『プチアップル・パイ』は、1980年代に徳間書店がアニメージュコミックスのひとつとして発行していたコミックス形式の漫画雑誌。ロリコン漫画ブーム末期のアンソロジーコミックスである。
当初は『美少女まんがベスト集成』の書名で刊行された単巻のアンソロジー本だった。続刊が決定したことで、2号目からは『プチアップル・パイ』（中黒は小さいハートマーク）という正式タイトルが与えられ、当初の書名は副題扱いとして『プチアップル・パイ 美少女まんがベスト集成○』（○は号数：2～18）の書名で刊行された。創刊号も重版時に『美少女まんがベスト集成①』と号数表記が追加された。
編集長は『リュウ』の外注編集者だった大塚英志。初期は和田慎二などが表紙イラストを描き、「少女漫画」をアピールしていたが、購読層の大半は男性だった。その後、大塚英志の人脈で『漫画ブリッコ』や『リュウ』から作家陣を加え、一般向けの美少女漫画誌に仕立てていたが、1984年にかがみあきらが急逝し、ロリコン漫画ブームは終焉に向かっていく。
1985年、『月刊少年キャプテン』創刊に伴い、『宇宙家族カールビンソン』を連載していたあさりよしとお、ちみもりを（高屋良樹）、粉味などの作家が移籍する。末期は部数が伸び悩み、かがみあきら、さえぐさじゅんのカセットレーベルや岡崎つぐおのポストカード、ステッカーなどが付録として付いていた。また、徳間書店のペンギンカフェや、その他コミックスの広告が入っていた。
休刊後、『危険がウォーキング』で連載デビューしていた星里もちるが、連載ごと『月刊少年キャプテン』へ移籍し、ロリコン漫画ブームとはあまり関係ない作風だった永野のりこ、水縞とおるなどの若手作家も移籍した。

## 執筆者
- 和田慎二
- 高橋葉介
- 術田久美
- 羽佐間みのる
- 谷口敬
- さえぐさじゅん
- とり・みき
- 火野妖子（堀内満里子）
- このま和歩
- たかはしちこ
- 西秋ぐりん
- みさきのあ
- かがみあきら
- 吾妻ひでお
- 早坂未紀
- めるへんめーかー
- なにわあい（浪花愛）
- 白倉由美
- あびゅうきょ
- あさりよしとお
- 森野うさぎ
- 沖由佳雄
- 藤原カムイ
- のつぎめいる
- 水縞とおる
- 五藤加純
- 計奈恵
- I.N.U
- 粉味
- 川猫めぐみ
- ちみもりを
- いしかわじゅん
- 永野のりこ
- 星里もちる